# 존 카니 (영화 감독)
존 카니(John Carney, 1972년 ~ )는 아일랜드의 영화 감독이다. 아카데미 주제가상을 수상한 《원스》 (2007)와 《비긴 어게인》 (2013) 등으로 유명하다.

## 작품
- 《세상 끝에서》 (2001)
- 《원스》 (2007) - 아카데미 주제가상 수상
- 《조나드》 (2009)
- 《비긴 어게인》 (2014)
- 《싱 스트리트》 (2016)
- 《플로라 앤 썬》 (2023)